# Dragomirești-Vale, Ilfov
Dragomirești-Vale este satul de reședință al comunei cu același nume din județul Ilfov, Muntenia, România.

 Acest articol despre o localitate din județul Ilfov este deocamdată un ciot. Puteți ajuta Wikipedia prin completarea lui.